# 瑞氏红鲂鮄
瑞氏红鲂鮄（学名：Satyrichthys rieffeli），又名平面黃魴鮄、雞角、角仔魚，为黄鲂鮄科紅魴鮄屬的鱼类，俗名龙角。分布于日本以及中国南海、东海等海域，属于暖水性底层鱼类。其主要栖息于较深海内。该物种的模式产地在中国。